# 劉玉婷 (香港)
劉玉婷（英語：Tiffany Liu，1968年2月25日—），香港前女演員。

## 經歷
劉玉婷早年入讀位於廣州文德路的文德路第三小學及廣州市第十三中學（原名「教忠中學」），後讀至初中二年級時加入廣州雜技團受訓。她在1986年從無綫電視培訓班出道，成為《歡樂今宵》中“歡樂小姐”一員。但很快因得罪高層遭到解僱，事后她向媒體哭訴經過，最終与無綫不歡而散。后受嘉禾賞識，成為嘉禾電影“五朵金花”之一。
1987年至90年代中期，劉玉婷成為亞洲電視女藝人。在縯繹的角色中，以古裝清麗女子形象給人印象最為深刻，代表作有《仙鶴神針》的玉簫，《九王奪位》的藍如風。
1995年，劉玉婷被台灣小說作家瓊瑤相中，得以赴台主演電視劇《一簾幽夢》，并因此走紅。此后留在台灣發展，一度成為台灣民視當家花旦。2005年，劉玉婷嫁給一名美國富商公子后淡出影視圈，移居美國紐約，婚后育有一兒。因兒子教育問題已回到廣州居住。
2008年四川汶川大地震發生后，劉玉婷曾參加由廣州市婦聯、廣州日報社、廣州市衛生局聯合主辦的“廣州媽媽愛心行動”，成為“愛心媽媽”一員。

## 演出作品

### 電視劇（無綫電視）
| 首播   | 劇名         | 角色   |
| 1986年 | 《高材生》   | 鍾可兒 |
| 1987年 | 《鐳射青春》 |        |

### 電視劇（亞洲電視）
| 首播   | 劇名                         | 角色           |
| 1989年 | 《城市劍客》                 |                |
| 1990年 | 《豪俠傳》                   |                |
| 1991年 | 《觸電情緣》                 |                |
| 1991年 | 《傲劍至尊又名劍神不敗》     | 花掩月         |
| 1992年 | 《香港奇案》                 |                |
| 1992年 | 《仙鶴神針》                 | 玉簫           |
| 1992年 | 《一千靈異夜·貼身噩夢》      |                |
| 1992年 | 《今裝戲寶之終歸有日龍穿鳳》 | 蔣美鳳         |
| 1993年 | 《中國教父》                 | 駱綺媚         |
| 1993年 | 《梁天來》                   | 如意           |
| 1993年 | 《城中姐妹花》               | Sue            |
| 1993年 | 《點解阿sir係隻鬼》          | 吳芝           |
| 1993年 | 《隔世天師》                 | MABEL          |
| 1994年 | 《現代愛情故事》             |                |
| 1994年 | 《可怜天下父母心》           |                |
| 1994年 | 《九王奪位》                 | 藍如風         |
| 1994年 | 《冬日驕陽》                 |                |
| 1994年 | 《鳳凰傳說》                 | 沈盈盈         |
| 1995年 | 《愛者有其屋》               |                |
| 1995年 | 《包青天》之再世情仇         | 方倩紅／伊蘭   |
| 1995年 | 《包青天》之審御貓           | 凌攸冰         |
| 1997年 | 《江湖奇俠傳》               | 虞慧兒／玉繐兒 |

### 中國電視公司
| 首播   | 劇名         | 角色   |
| 1996年 | 《一帘幽梦》 | 秦雨秋 |

### 中華電視公司
| 首播   | 劇名                         | 角色   |
| 2003年 | 《披星霜月刀》（龍泉奇俠傳） | 美玉   |
|        | 《長壽不老猴》               | 馮金子 |

### 三立電視台
| 首播   | 劇名             | 角色   |
| 1997年 | 《計中計狀元財》 | 文雙兒 |
| 2001年 | 《短刀行》       | 解紅梅 |

### 民間全民電視台
| 首播   | 劇名                         | 角色         |
| 1997年 | 《保鏢之翡翠娃娃》           | 程采玉       |
| 1997年 | 《保鏢之情人保鏢》           | 程采玉       |
| 1998年 | 《保鏢之天之驕女》           | 程采玉       |
| 1998年 | 《舉頭三尺有神明》           | 柯美娟、秀珠 |
| 1998年 | 《江湖奇侠传》               | 虞美人       |
| 1998年 | 《深情孤女的願望》           | 周明珠       |
| 1999年 | 《七世夫妻之梁山伯与祝英台》 | 林玉雲       |
| 1999年 | 《富貴在天》                 | 江碧雲       |
| 1999年 | 《某大姐》                   | 高心蘭       |
| 2000年 | 《將心比心》                 | 玉萍         |
| 2000年 | 《無你較快活》               | 陳明娟       |
| 2001年 | 《情義》                     | 何玉華       |
| 2002年 | 《真情檔案》火柴之戀         | 亞旋         |
| 2002年 | 《真情檔案》 緣來就是你      | 程家宜       |
| 2002年 | 《世间路》                   | 秀華         |
| 2003年 | 《日正當中》                 | 王莉         |

### 衛視中文台
| 首播   | 劇名                     | 角色     |
| 2004年 | 第8號當舖                | 葉明芳   |
|        | 護國良相狄仁傑之京都疑雲 | 上官婉兒 |

### 香港電台
| 首播   | 劇名                       | 角色  |
| 1990年 | 《雙城記：信天游》(上、下) | 表妹  |
| 1991年 | 《香港夢：歸去來兮》       | 小萍  |
| 1995年 | 《人間有情：男女之間》     | Sandy |

### 電影
| 首播   | 片名                    | 角色   |
| 1989年 | 一眉道人                | 女鬼   |
| 1989年 | 奇蹟                    |        |
| 1990年 | 紙上英雄                |        |
| 1991年 | 倩女幽魂III：道道道     | 小蘭   |
|        | 孫中山（公影）          | 宋美齡 |
|        | 缘来就是你              |        |
|        | 羯子戰士                | 小蘭   |
|        | 流氓太子                |        |
|        | 金裝戲寶-終歸有日龍穿鳳 |        |
|        | 隔世天師                |        |
|        | 富貴黃金屋              | 倦俐   |
|        | 群鶯亂舞                |        |
|        | 衰鬼撬牆腳              |        |
|        | 猛鬼霸王花              |        |
|        | 西門無恨之無恨淚        |        |
|        | 鄉野傳奇                |        |
|        | 神勇飛虎霸王花          |        |

### 參演MV
- 1986年：張國榮《黑色午夜》[4]

## 廣告代言
- 醫藥分業倡導片
- 貼力康
- 婚紗廣告
- 房地產廣告
- XAC專業彩妝代言人

## 外部連結
- 劉玉婷的新浪微博
- 劉玉婷在香港影庫上的簡介